# Riesen-Hausfledermaus
Die Riesen-Hausfledermaus (Scotophilus nigrita) ist ein Säugetier in der Familie der Glattnasen.

## Merkmale
Die Art ist mit einer Gesamtlänge von 18,7 bis 19,5 cm, einer Unterarmlänge von 7,8 bis 8,8 cm sowie mit einem Gewicht von etwa 89 g deutlich größer und schwerer als andere Vertreter der Gattung Scotophilus. Der Schwanz ist 6,4 bis 9,2 cm lang und die Flügelspannweite beträgt 57,5 bis 60 cm. Die Riesen-Hausfledermaus besitzt kein Nasenblatt und 20 bis 24 mm lange Ohren, die nicht miteinander verbunden sind. Der Schwanz ist überwiegend oder ganz in die Schwanzflughaut (Uropatagium) eingebettet. Bei dieser Fledermaus kommen auf jeder Seite des Oberkiefers vier sowie in den Unterkieferhälften fünf Backenzähne vor. Die Art hat zwei obere und keine unteren Schneidezähne.
Das Fell der verschiedenen Exemplare ist oberseits schwarzbraun, sepiabraun, olivbraun, rotbraun oder graubraun gefärbt, während die Unterseite mit gelbgrauen, hellgelben oder weißem Fell bedeckt ist. Die Ohren und die Flughaut sind schwarzbraun.

## Verbreitung
Die Riesen-Hausfledermaus lebt in Afrika südlich der Sahara bis nach Südafrika. Die dokumentierten Fundstellen sind jedoch weit verstreut. Weiterhin konnte eine Vielzahl unterschiedlicher Lebensräume festgestellt werden, von trockenen Savannen und teilweise laubabwerfenden Wäldern bis zu feuchten Savannen und Regenwäldern. In trockenen Gebieten hält sich die Art meist in der Nähe von Wasserstellen auf.

## Lebensweise
Die Individuen ruhen meist einzeln unter Hausdächern oder in ausgehöhlten Bäumen. Manchmal herrschen im Versteck Temperaturen von über 40 °C. Aufgrund der Gebissform und anhand von Kenntnissen über nahe verwandte Arten wird angenommen, dass sich die Riesen-Hausfledermaus von Insekten und kleinen Wirbeltieren ernährt.

## Status
Die Art wird von der IUCN aufgrund des großen Verbreitungsgebiets als nicht gefährdet (Least Concern) gelistet.